# Етноонтологія
Етноонтологія — це міждисциплінарний напрямок досліджень, що поєднує емпіричні дані етнонаук з філософськими дебатами про онтологію. Вона вивчає, як різні культури створюють уявлення про світ, організовують знання про реальність та систематизують її через локальні категорії. На відміну від традиційних філософських підходів, що спираються на абстрактні приклади та уявні експерименти, етноонтологія ґрунтується на емпіричних дослідженнях біологічної таксономії, когнітивної науки, культурної антропології та політичної екології, досліджуючи різноманітність онтологічних систем у різних культурах.

## Крос-культурна варіація онтологій
Онтологія у цьому контексті стосується того, як різні культурні групи організовують уявлення про реальність. Вона включає типи об'єктів, їх властивості, а також зв'язки між ними. Крос-культурна варіація онтологій охоплює різні області — від біології до соціальних інститутів. Одним із найдавніших напрямів досліджень етнонаук є етнобіологія, яка порівнює категорії живих істот у різних культурах. Водночас етноонтологія також досліджує унікальні культурні знання про природу, що відображають екологічні або соціальні потреби певних спільнот.
Наприклад, дослідження стосовно птахів серед корінного населення Папуа-Нової Гвінеї виявили, що їхні класифікації майже повністю відповідають науковій системі, але формуються на основі інших культурних та екологічних умов. Інші дослідження вказують на суттєву різноманітність у таких системах залежно від важливості певних видів для виживання або релігійних переконань.

## Модель часткових онтологічних збігів
Етноонтологія відкидає спрощене протиставлення універсалізму та релятивізму. Вона пропонує модель часткових збігів між онтологічними системами різних культур. Наприклад, біологічні категорії, такі як види тварин, можуть збігатися в різних культурах завдяки наявності спільних екологічних та когнітивних факторів. Однак ці збіги лише часткові, оскільки кожна культура також додає свої унікальні елементи до цих категорій.

## Етноонтологія і філософія
Етноонтологія кидає виклик філософам, спонукаючи їх враховувати емпіричні дані при формуванні онтологічних теорій. Вона сприяє розширенню філософських дискусій про природні види, категорії та значення соціальних і культурних факторів у побудові знання.